# Romain Pinès
 (janvier 2016).
Si vous disposez d'ouvrages ou d'articles de référence ou si vous connaissez des sites web de qualité traitant du thème abordé ici, merci de compléter l'article en donnant les références utiles à sa vérifiabilité et en les liant à la section « Notes et références ».
Romain Pinès, né en 1890 en Lettonie et mort en 1981 à l'âge de 91 ans, est un producteur de films.
Il a notamment produit plusieurs films de Georg Wilhelm Pabst ainsi que Cybèle ou les Dimanches de Ville-d'Avray de Serge Bourguignon, lauréat de l'Oscar du meilleur film étranger en 1962.

## Filmographie

### Producteur
- 1925 : La Rue sans joie de Georg Wilhelm Pabst
- 1930 : Prix de beauté (Miss Europe) d'Augusto Genina
- 1932 : L'Atlantide de Georg Wilhelm Pabst
- 1933 : Jacqueline et l'Amour de Germain Fried, Joe May et Erich Schmidt
- 1935 : Le Bouif chez les pur-sang de Léo Joannon
- 1935 : Tovaritch de Jacques Deval, Germain Fried, Jean Tarride et Victor Trivas
- 1937 : Mademoiselle Docteur de Georg Wilhelm Pabst
- 1938 : Le Drame de Shanghaï de Georg Wilhelm Pabst
- 1939 : L'Esclave blanche de Georg Wilhelm Pabst et Marc Sorkin
- 1949 : L'Atlantide de Gregg C. Tallas, John Brahm et Arthur Ripley
- 1962 : Cybèle ou les Dimanches de Ville-d'Avray de Serge Bourguignon